# Bentley Continental GT
Bentley Continental GT — розкішне купе преміум класу британського виробника Bentley Motors, дочірньої компанії Volkswagen AG. Абревіатура GT розшифровується як Gran Turismo.

## Перше покоління (2003-2011)

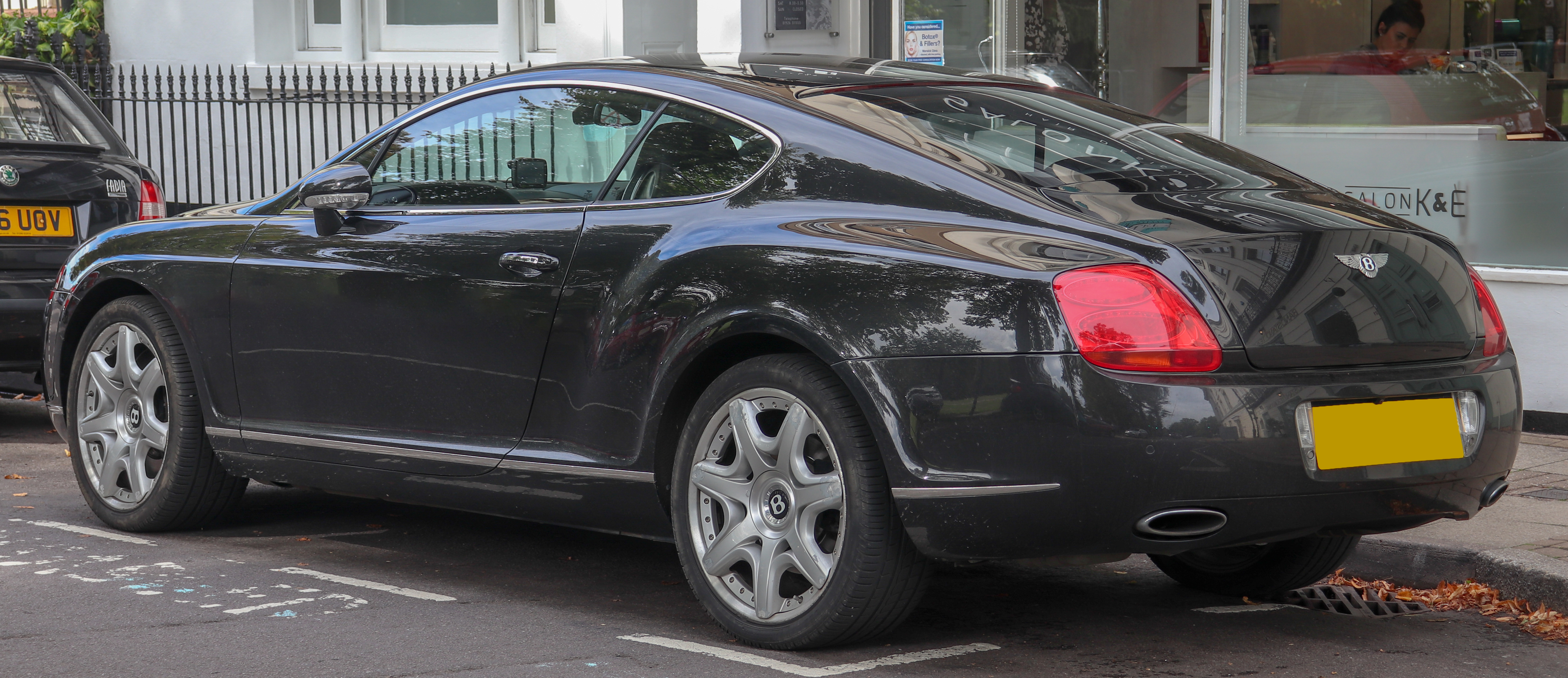
Bentley Continental GT

Continental GT є першим Bentley, який був розроблений під керівництвом Volkswagen. Автомобіль отримав W12-циліндровий двигун від Volkswagen Phaeton, але оснащений турбонаддувом. Повний привід і пневматична підвіска також виробництва Volkswagen. Бентлі виготовляється на головному завод в Крю (Англія) в основному вручну.
У стандартній комплектації він також містить повний шкіряний салон, кермове управління, інформаційно-розважальна система з навігаційною системою, DVD-плеєр і 12-канальна Hi-Fi система, CD-чейнджер на шість дисків, мульти-зонний клімат-контроль і електрично регульовані передні сидіння з функцією «пам'яті».

### Continental GTC
Версія кабріолет моделі Continental GT називається Continental GTC, була вперше представлений у вересні 2005 року, і була введена на декількох світових ринках восени 2006 року. Дах виготовляється спеціалістами кампанії Karmann в Оснабрюці, Німеччина.
GTC використовує ідентичні трансмісії, як GT, і може розганятися з 0 до 100 кілометрів на годину (0 до 62,1 миль/год) за 5,1 секунди. З дахом, вона досягне максимальної швидкості 314 кілометрів на годину (195,1 миль/год), а з опущеним дахом 305 кілометрів на годину (189,5 миль/год). 

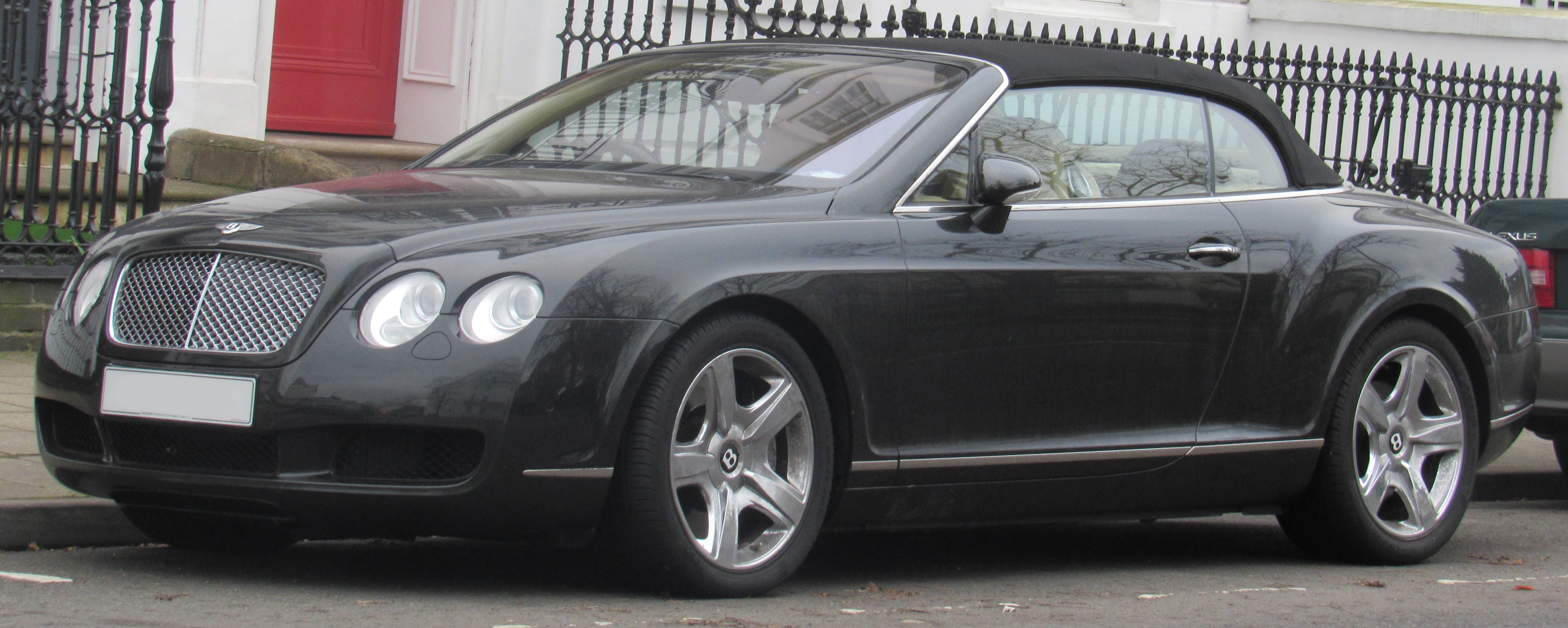
Bentley Continental GTC (2006–2011)
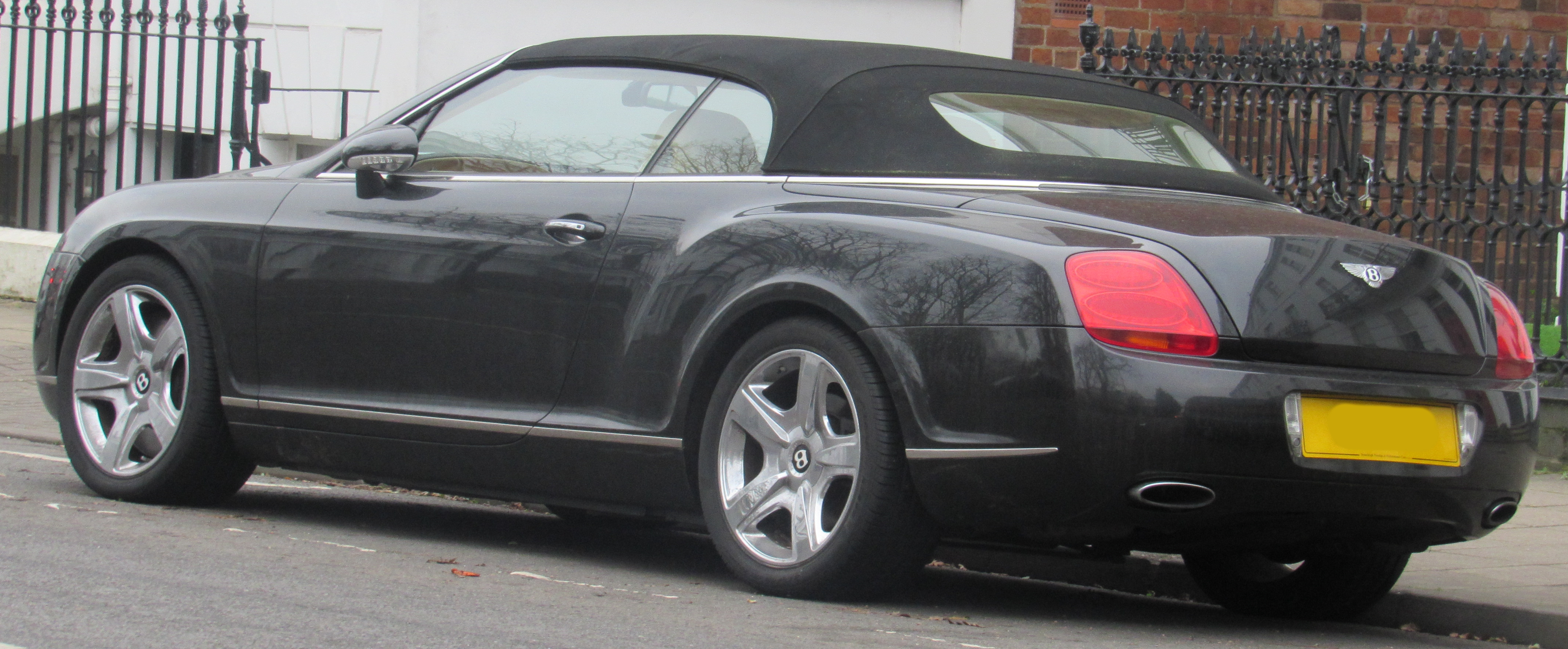
Bentley Continental GTC (2006–2011)

### Continental GTSpeed
У 2007 році з'явилася нова модифікація Continental GT Speed. Суфікс Speed додано на честь легендарних «Speed» моделей ранніх років. На додаток до експлуатаційних характеристик Speed отримав дещо інше налаштування підвіски, інші колеса і 3-спицеве спортивне кермо.

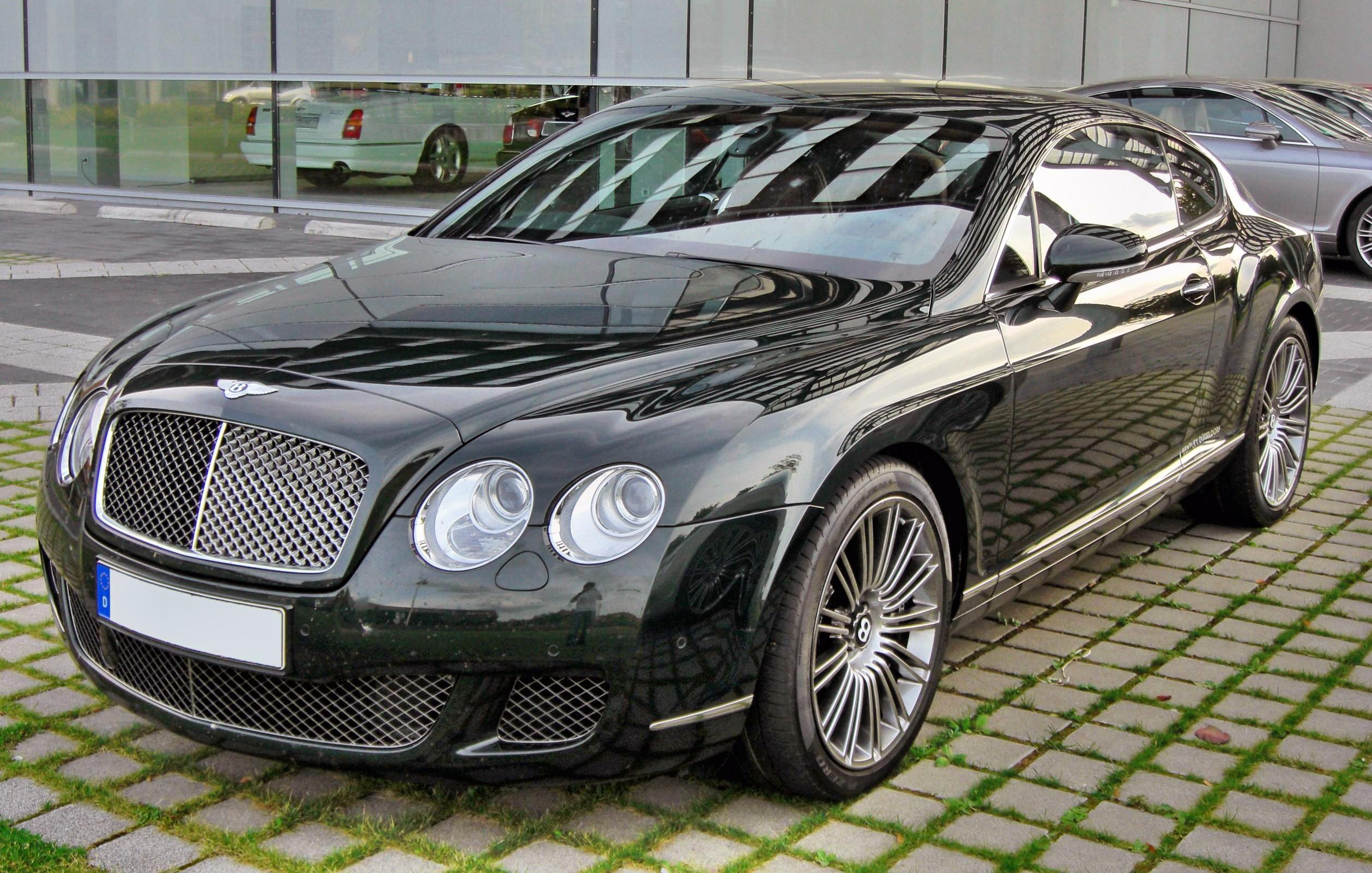
Bentley Continental GT Speed (2007–2011)
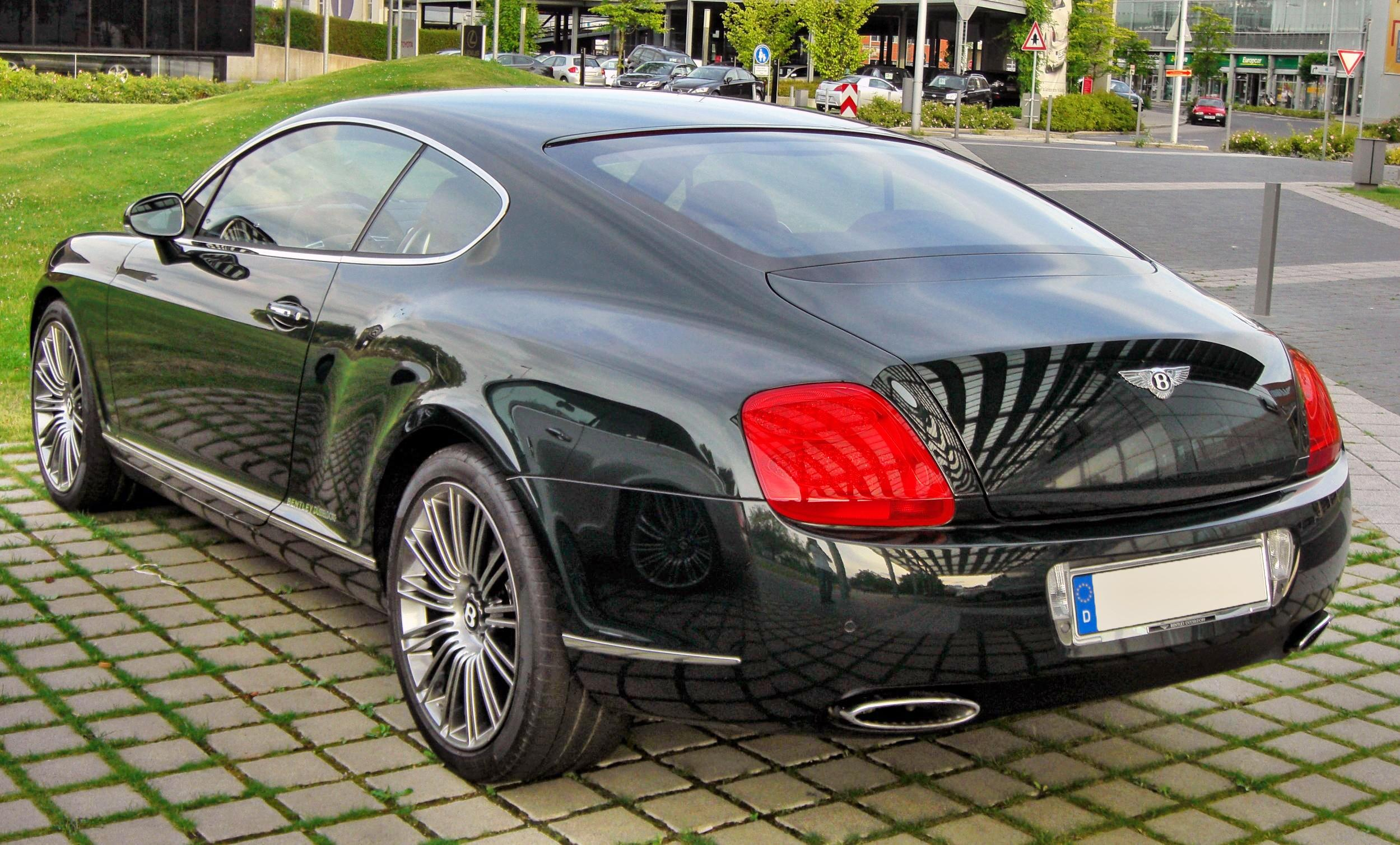
Bentley Continental GT Speed (2007–2011)
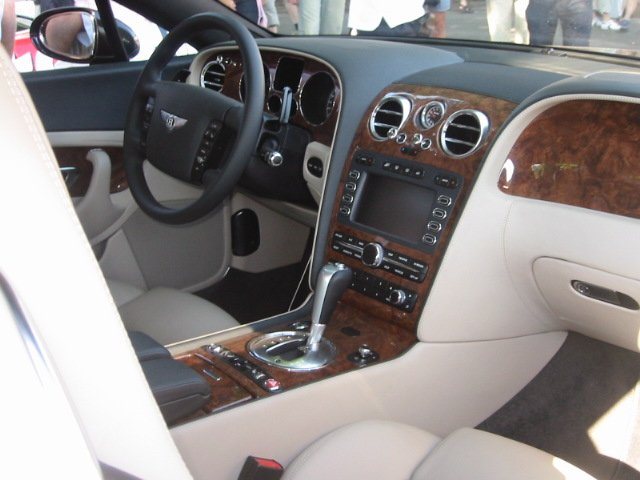
Салон (2007–2010)

### Continental Supersports
Влітку 2009 року представлена нова модифікація моделі GT. Bentley Continental Supersports отримав двигун потужністю 630 к.с. (463 кВт) і обертовим моментом 800 Нм. Крім того автомобіль отримав збільшені передні повітрозабірники і зміни корми. Порівняно з базовою моделлю вага Continental Supersports знижена на 120 кілограм. Розгін від 0 до 100 км/год становить 3,9 секунди, максимальна швидкість становить 329 км/год, що робить його найшвидшою дорожньою моделлю Bentley.

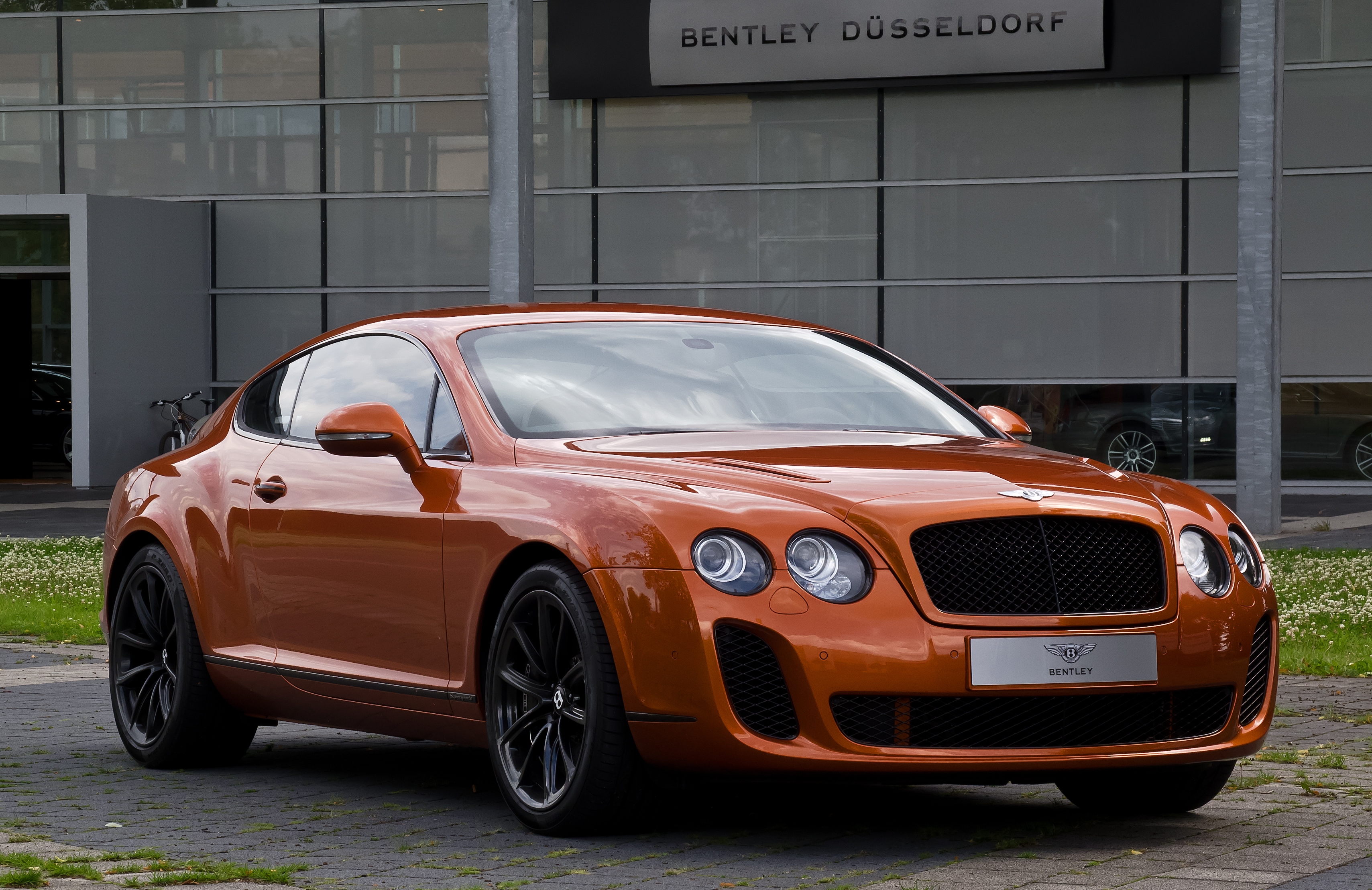
Bentley Continental Supersports (з 2009)
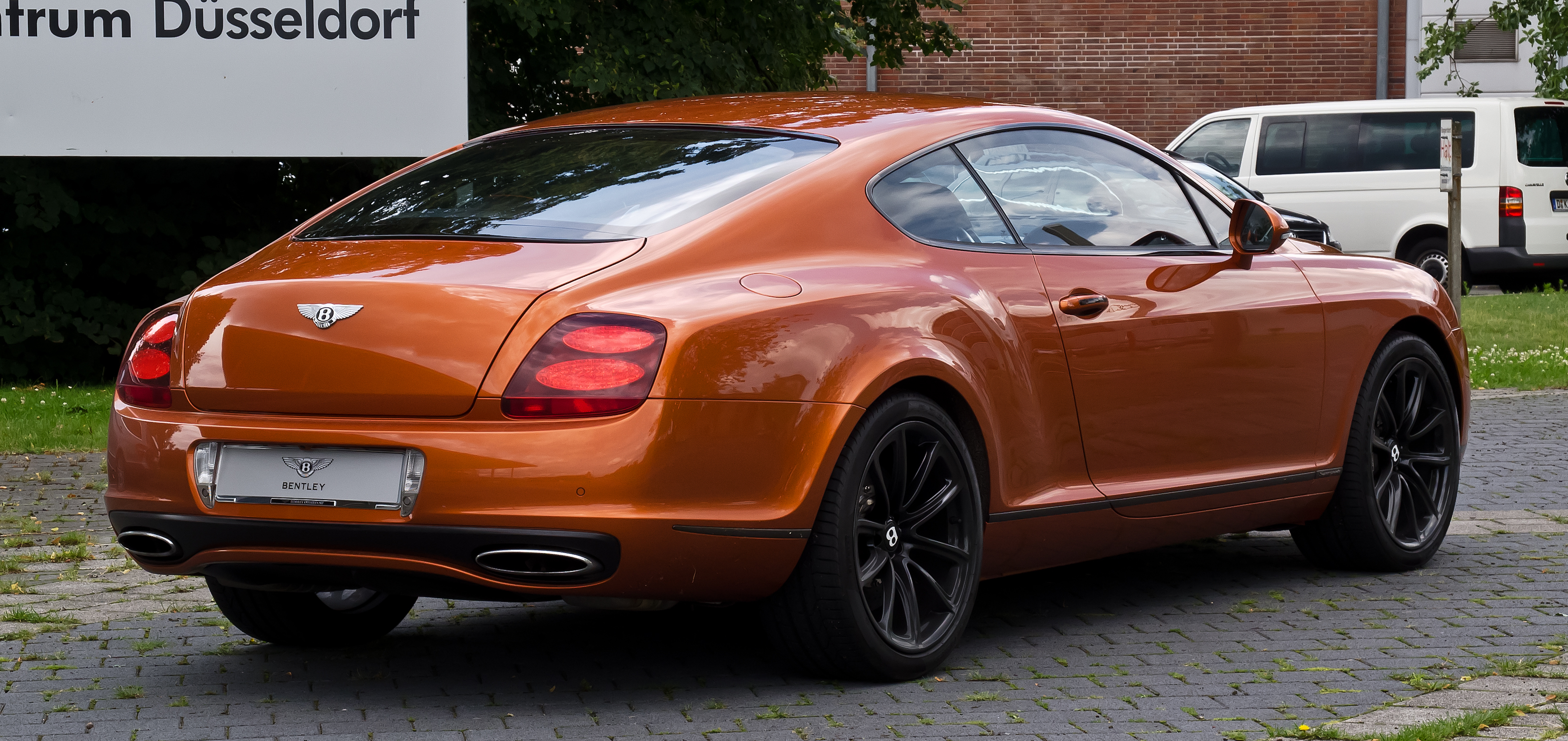
Bentley Continental Supersports (з 2009)
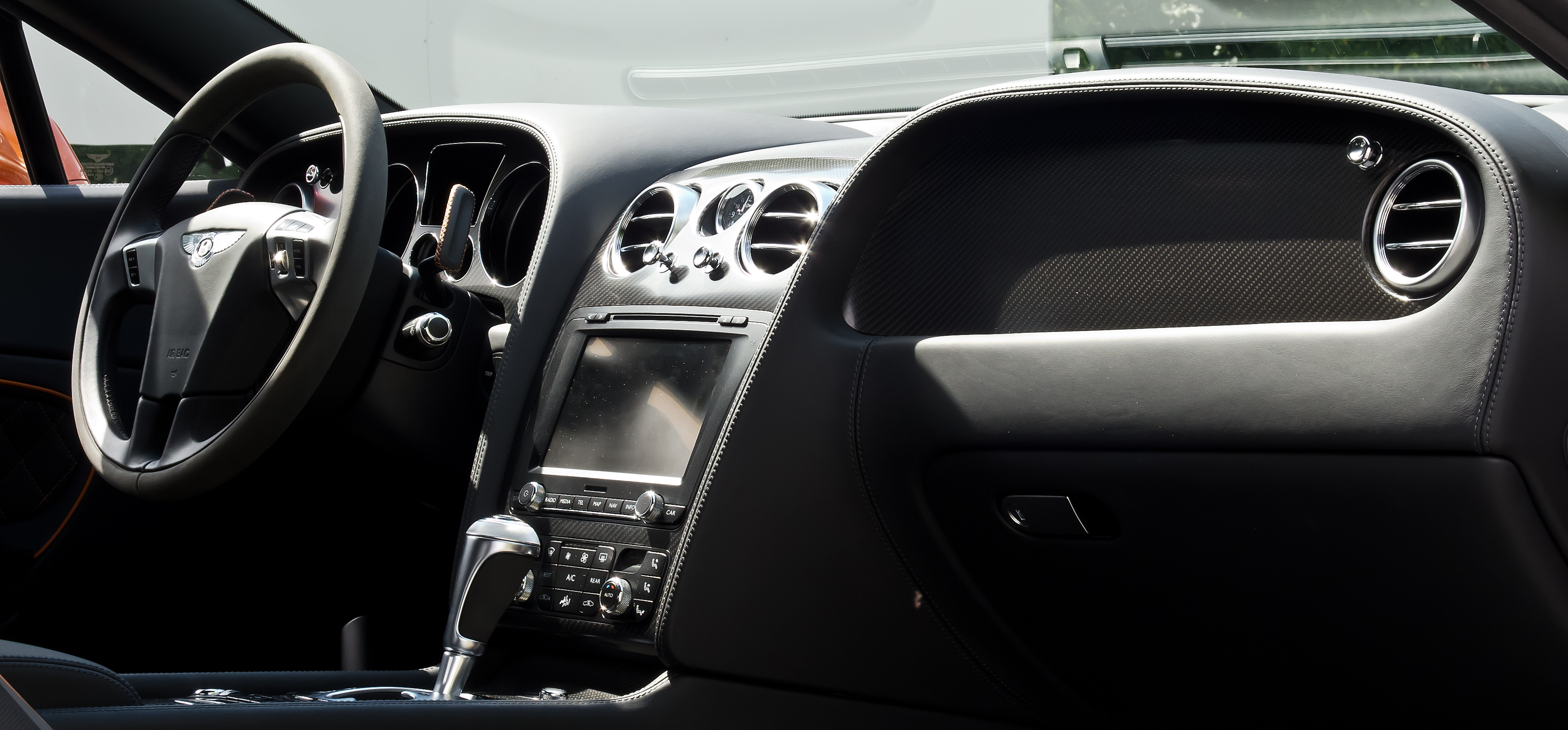
Салон

### Двигуни
- 6.0 л W12 twin-turbo 560-630 к.с.

## Друге покоління (2011-2018)

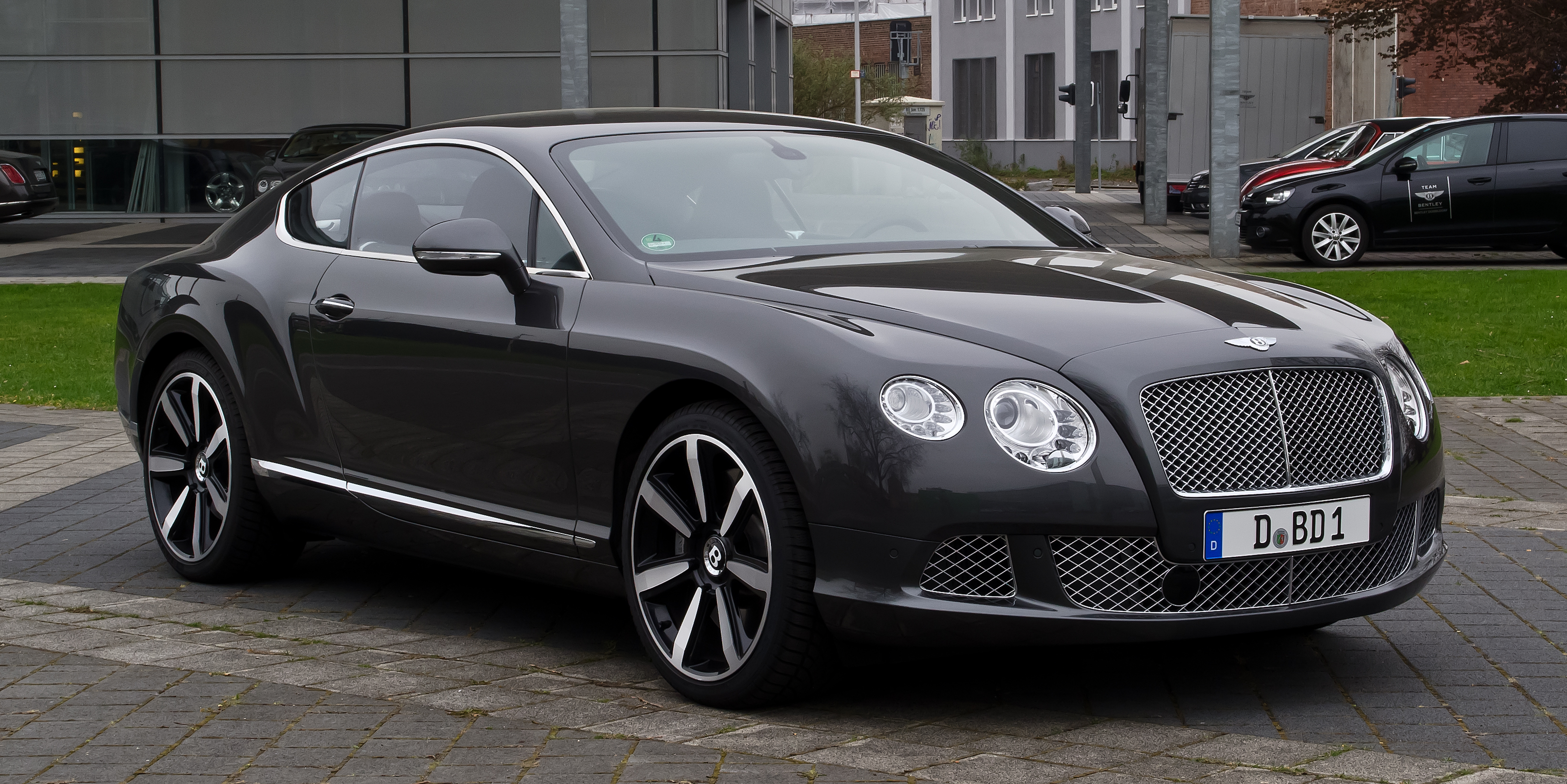
Bentley Continental GT II (2011-2018)

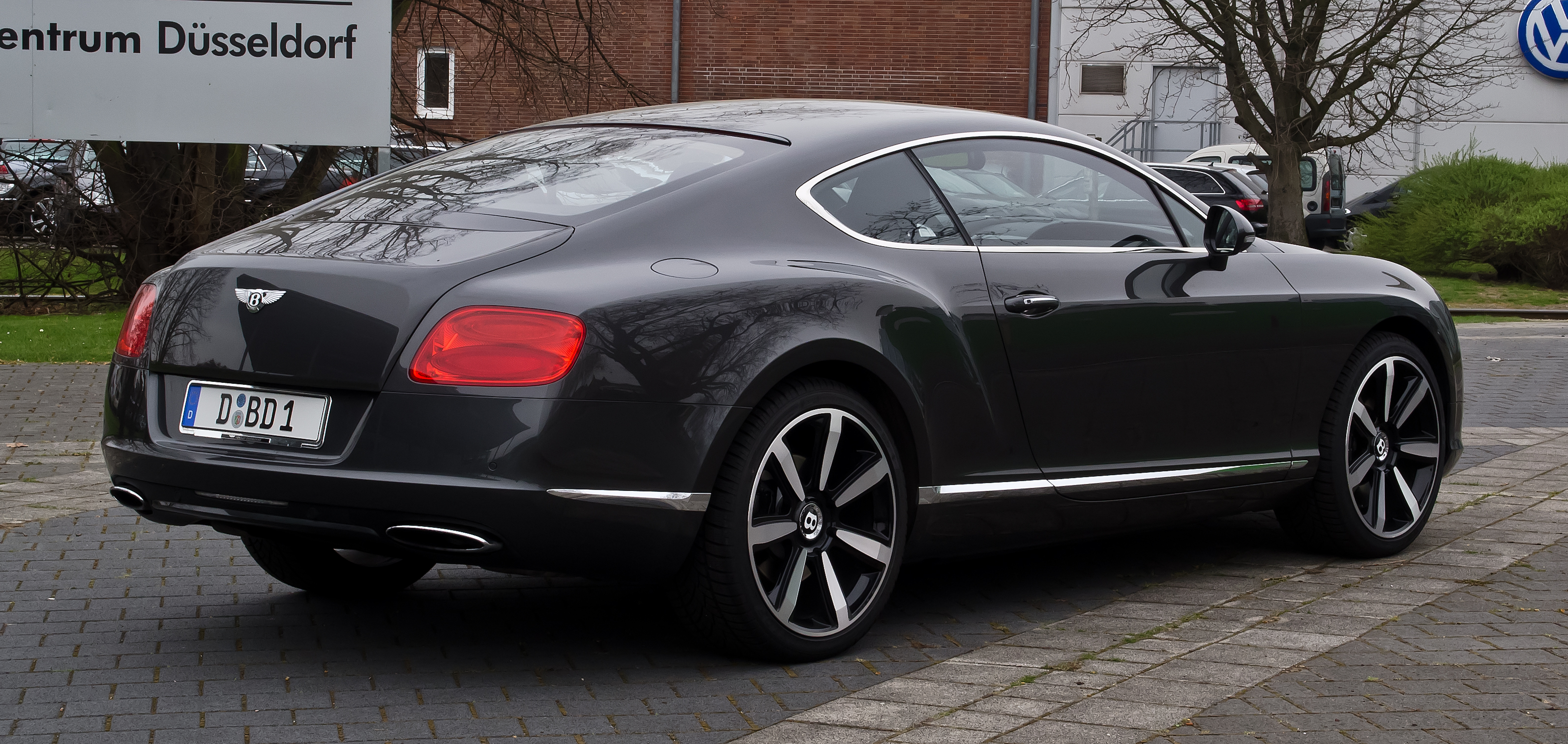
Bentley Continental GT II (2011-2018)

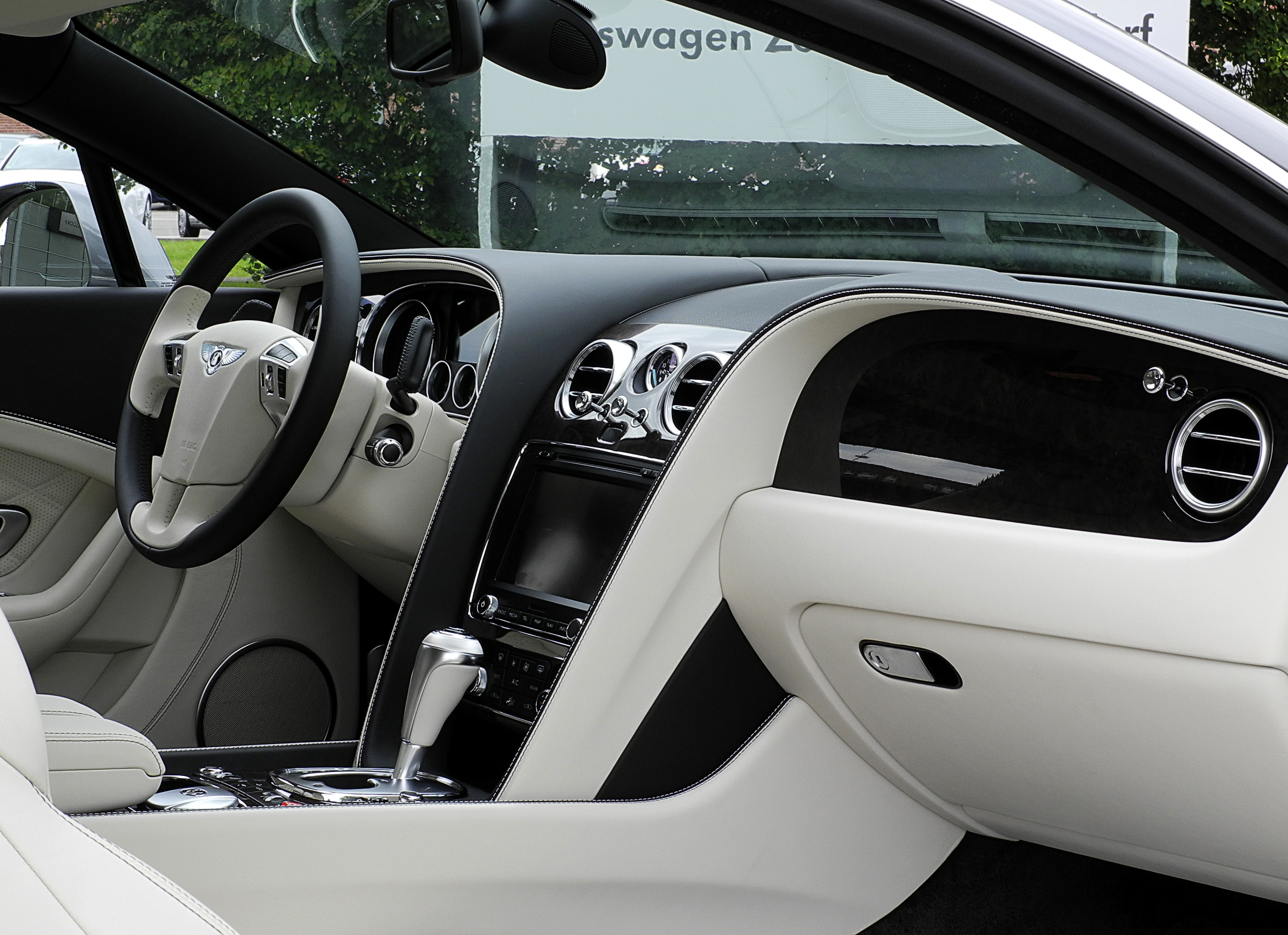
Салон

Друге покоління було випущено на початку 2011 року з візуально ледь помітними змінами. Спереду були змінені фари і перероблений дизайн бампера. Ззаду ця модель відрізняється іншими фарами і змінена кришка багажника.
Попередніх дванадцяти-циліндровий двигун був змінений так, що його потужність збільшилася на 15 до 575 кінських сил. Він також виконав застосовний з 2011 року стандарт викидів Євро-5.
У квітні 2012 року представлена менш потужна модифікація з бензиновим двигуном V8 з подвійним турбонаддувом потужністю 507 к.с.
2016 рік приніс Bentley Continental безліч змін, які стосуються зовнішнього і внутрішнього дизайну автомобіля. Основними конкурентами Bentley Continental вважаються Aston Martin DB9 / Vanquish, Ferrari F12 berlinetta і Rolls-Royce Wraith. Ця модель поєднує в собі справжній британський характер і технології Teutonic, що робить її однією з найкращих представників цього класу. У 2016 році моделі Continental здобули оновлення передньої і задньої частин, які тепер виглядають більш сміливо. Нижні повітрозабірники були збільшені для забезпечення кращого повітряного потоку. Також, відбувся рестайлінг носа автомобіля з маленькою решіткою радіатора, на якій розміщений фірмовий значок. Для кузова передбачені 16 стандартних кольорів забарвлення. У стандартну комплектацію автомобіля входить: шкіряна оббивка сидінь з дерев'яними або алюмінієвими вставками, камера заднього виду, система «вільні руки», навігаційна система, вісім динаміків, Bluetooth, 20-дюймові легкосплавні диски і біксенонові фари. 

### Двигуни
- 4.0 л V8 twin-turbo 507/528/580 к.с.
- 6.0 л W12 twin-turbo 560-710 к.с.

## Третє покоління (2018-2024)

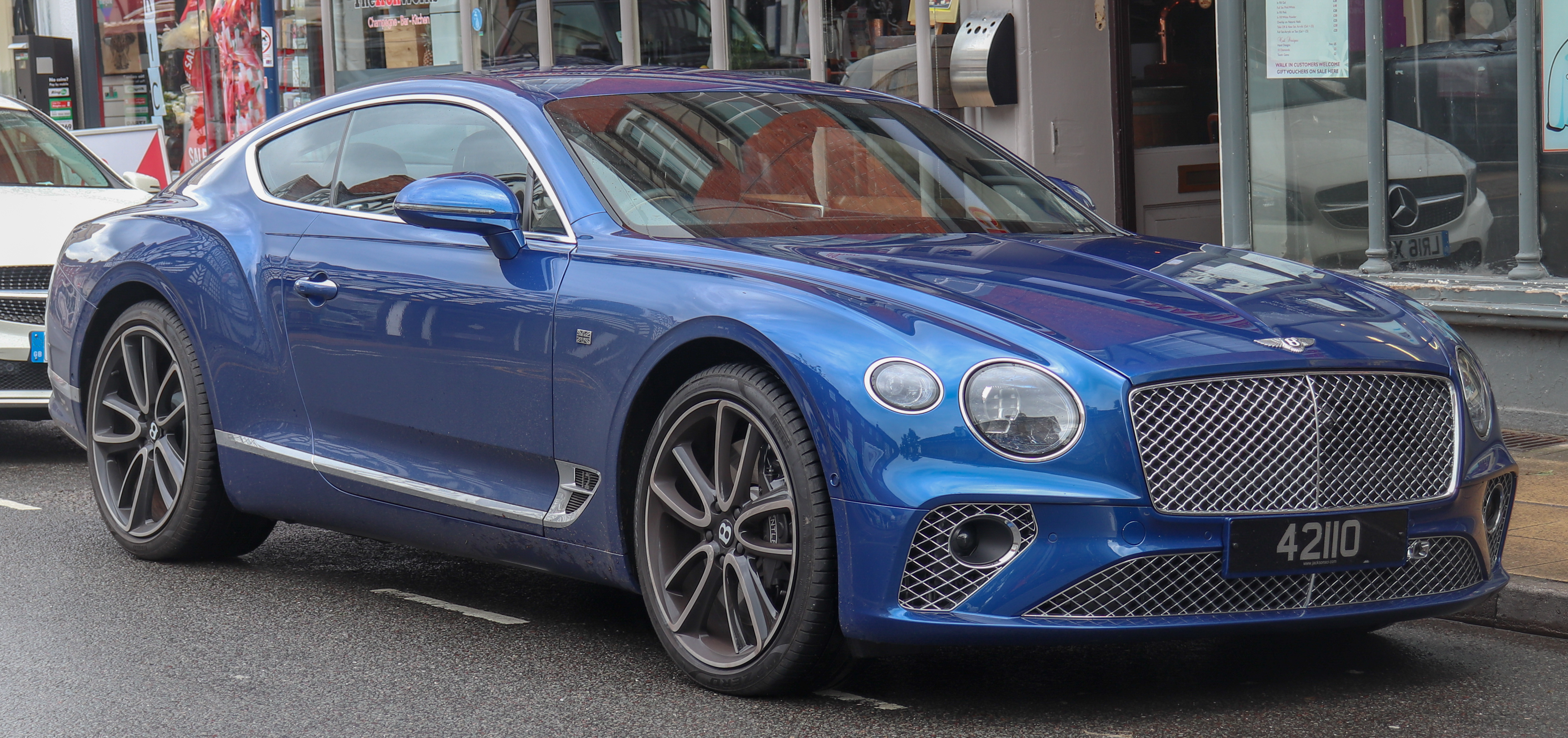
Bentley Continental GT III (2018-2024)

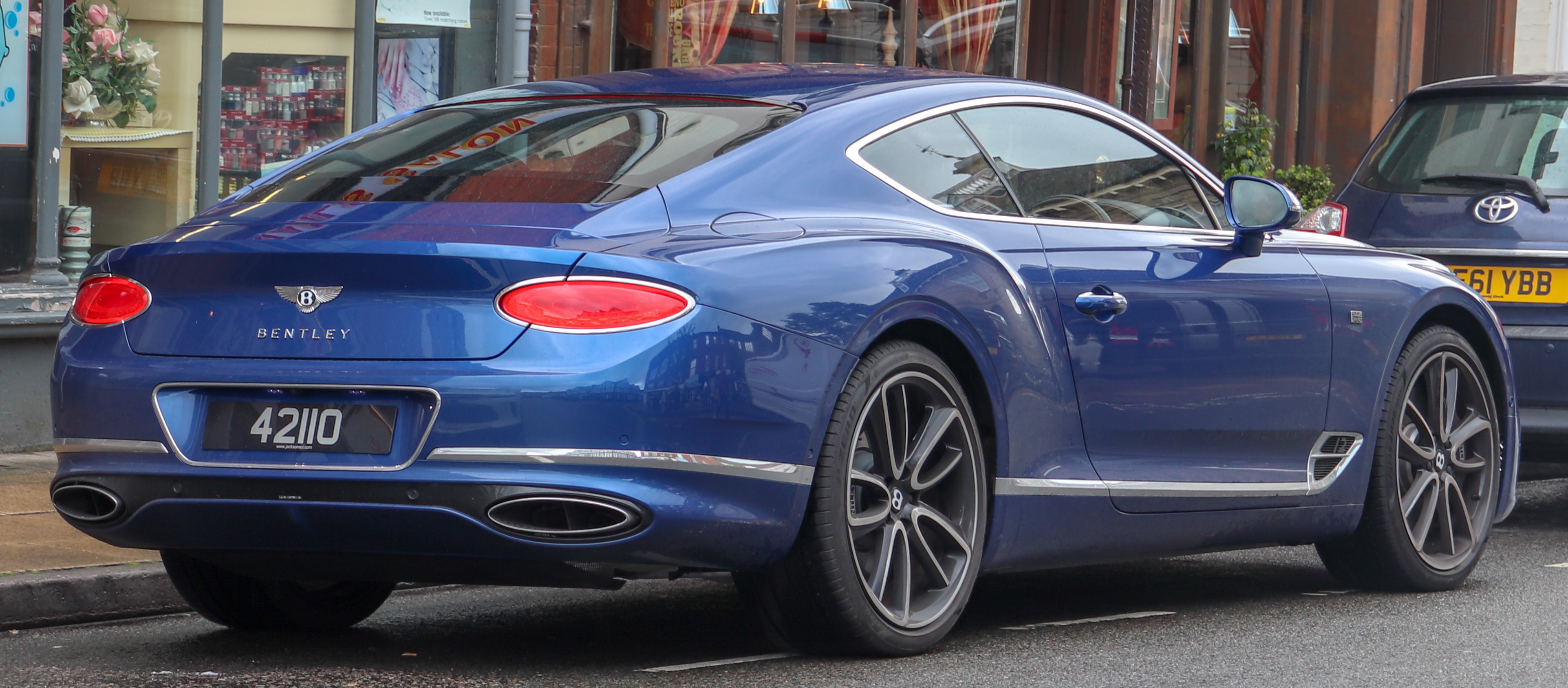
Bentley Continental GT III (2018-2024)

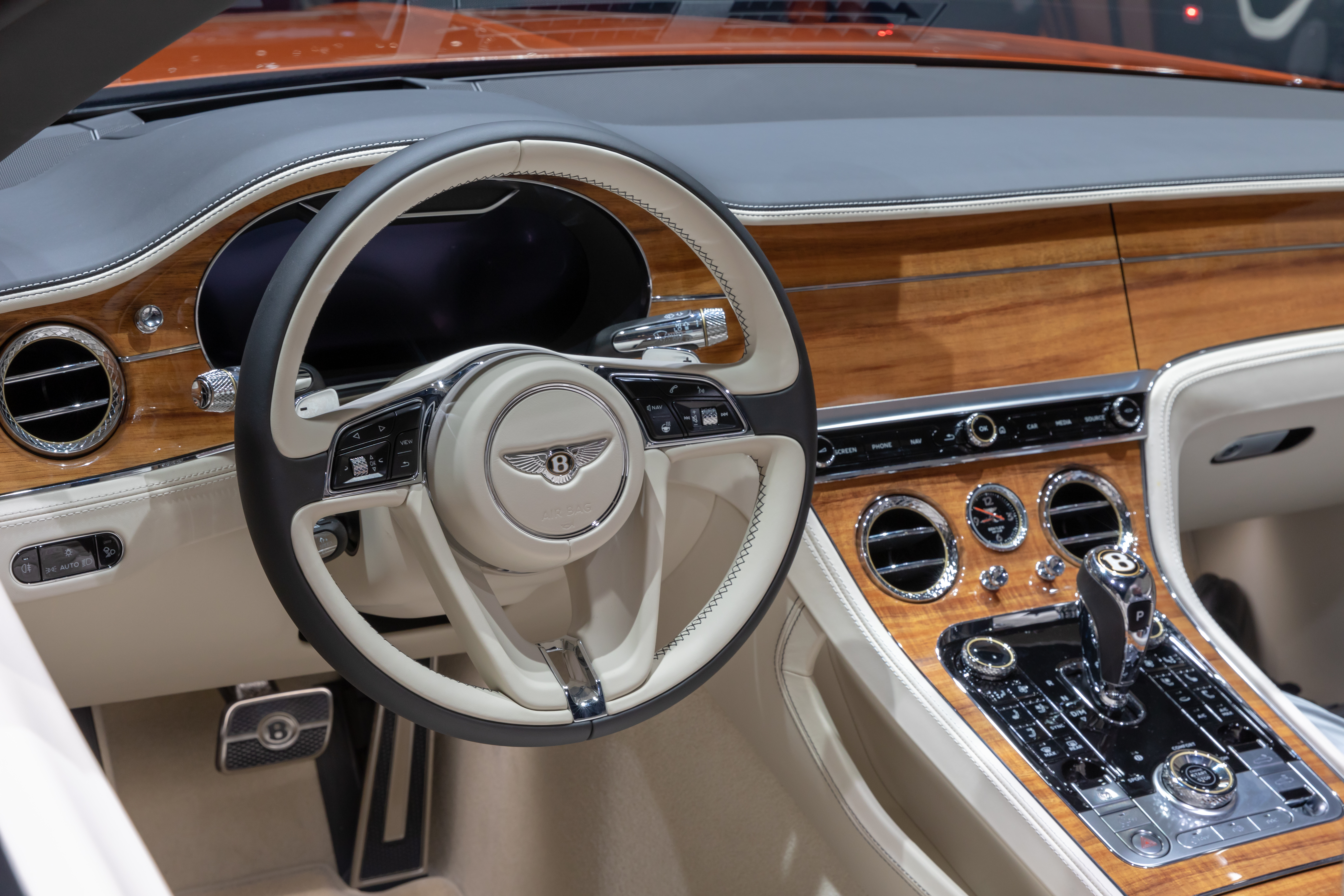

Третє покоління моделі дебютувало на автосалоні у Франкфурті 2017 року. Продажі почалася в 2018 році. У січні 2019 року Bentley оголосив, що святкуватиме свій 100-й день народження з автомобілем з обмеженим тиражем, який, базується на Continental GT і дебютував на автосалоні в Женеві. В листопаді 2018 року дебютував Bentley Continental GT Convertible, щоб поступити в продаж у 2019 році.
Модель поділяє платформу Volkswagen MSB з другою генерацією Porsche Panamera.

### Двигуни
- 4.0 л V8 twin-turbo 549 к.с. 770 Нм
- 6.0 л W12 twin-turbo 635 к.с. 900 Нм

## Четверте покоління (з 2024)

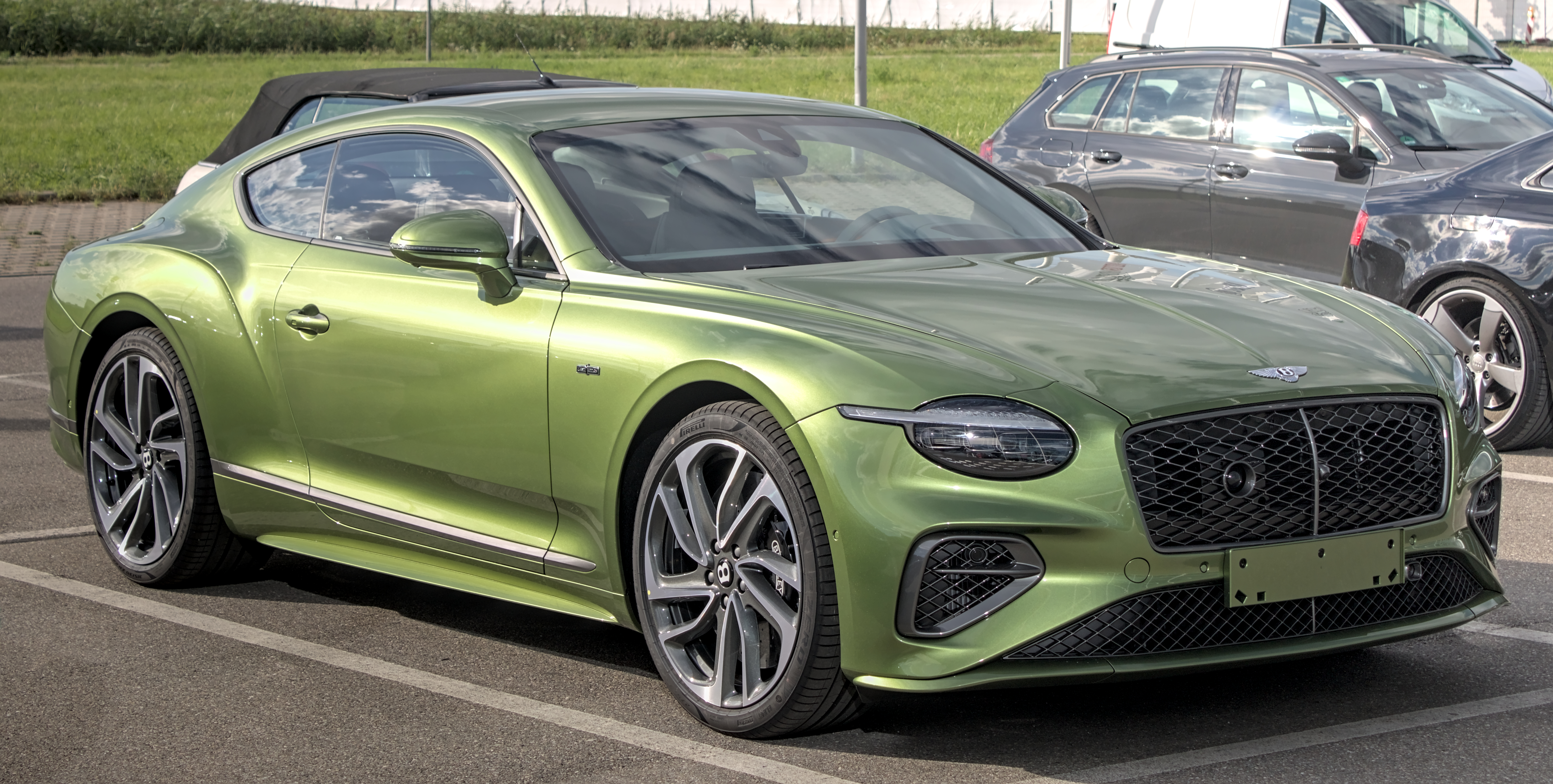
Bentley Continental GT IV (з 2024)

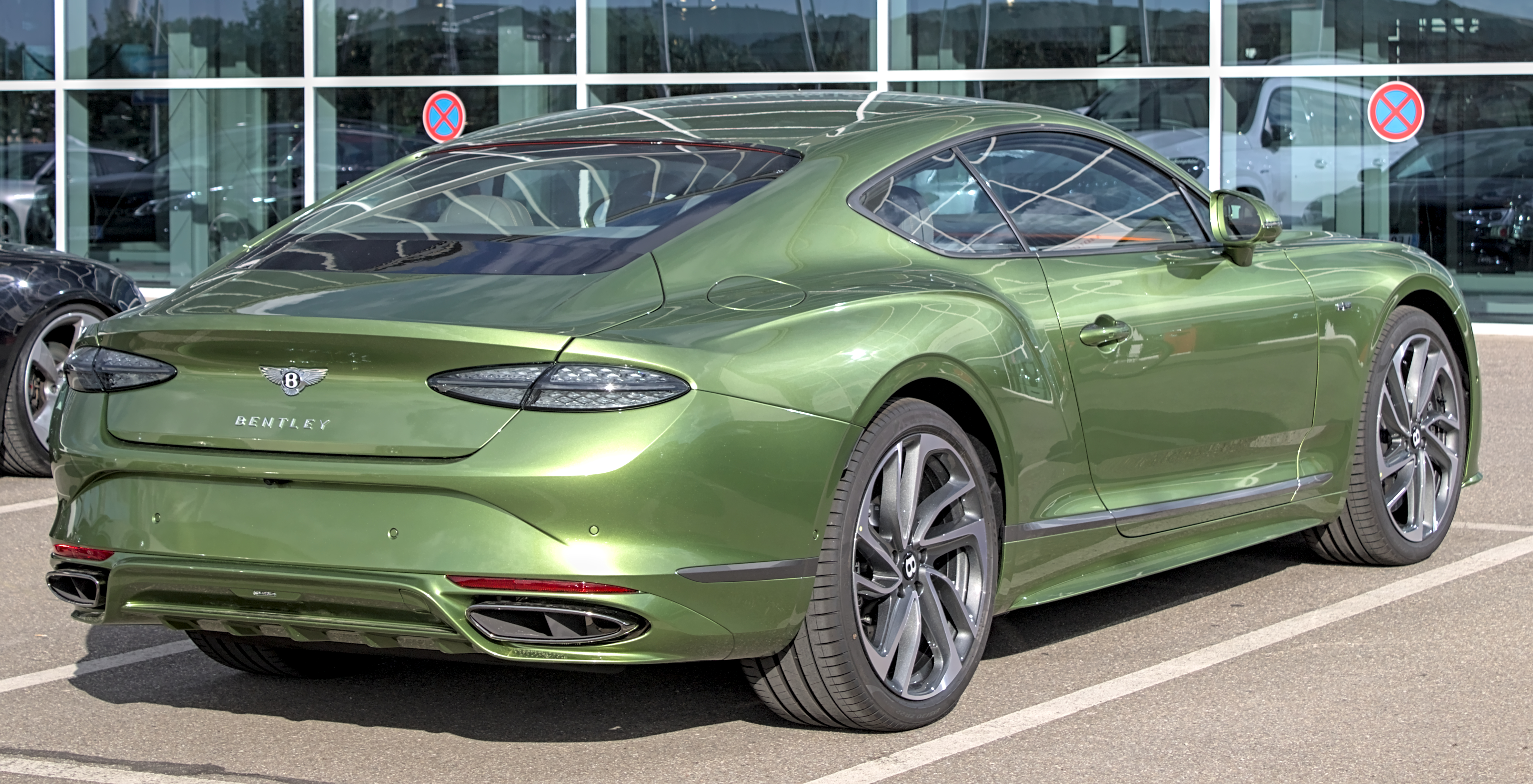
Bentley Continental GT IV (з 2024)

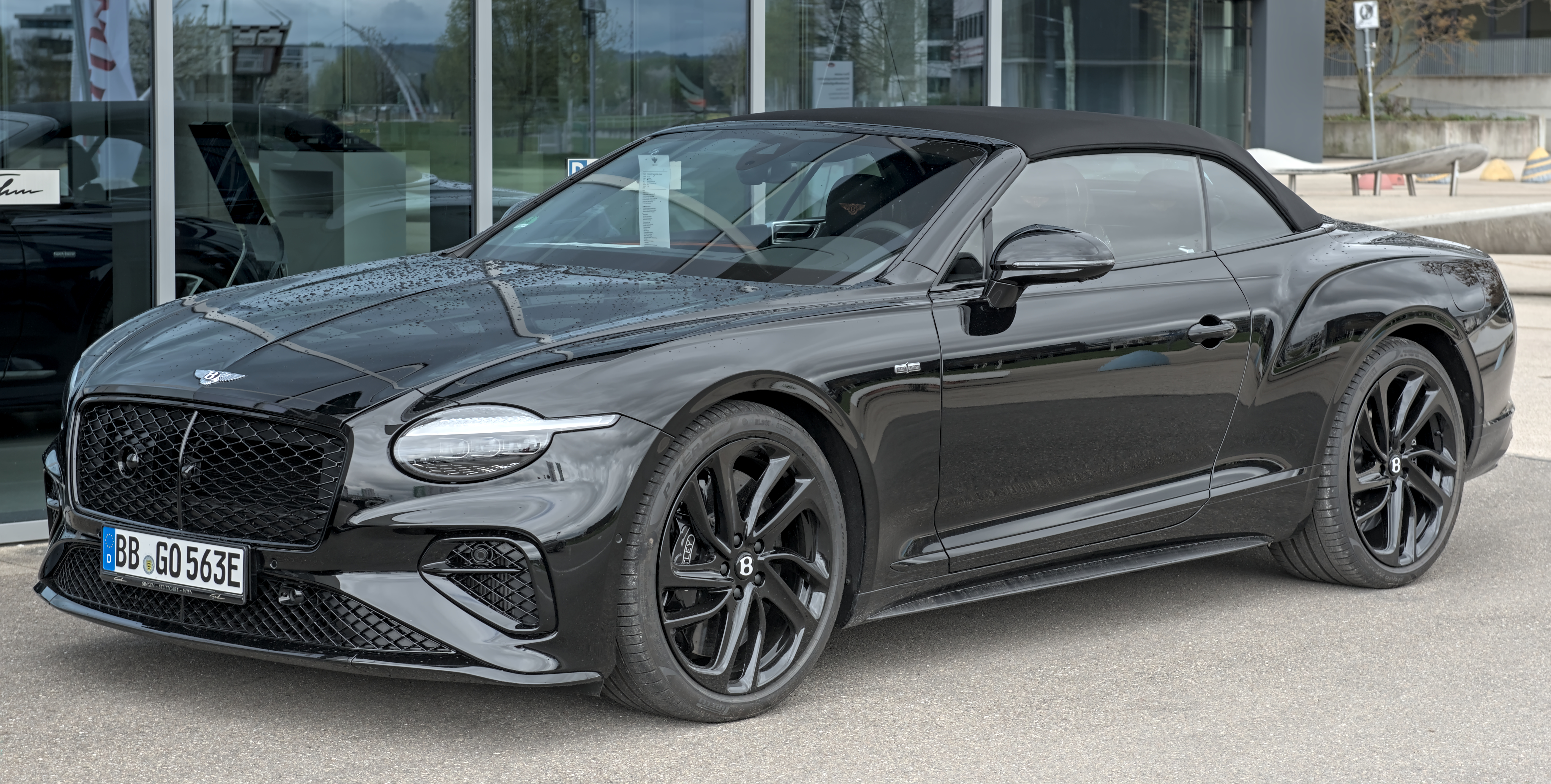
Bentley Continental GTC IV

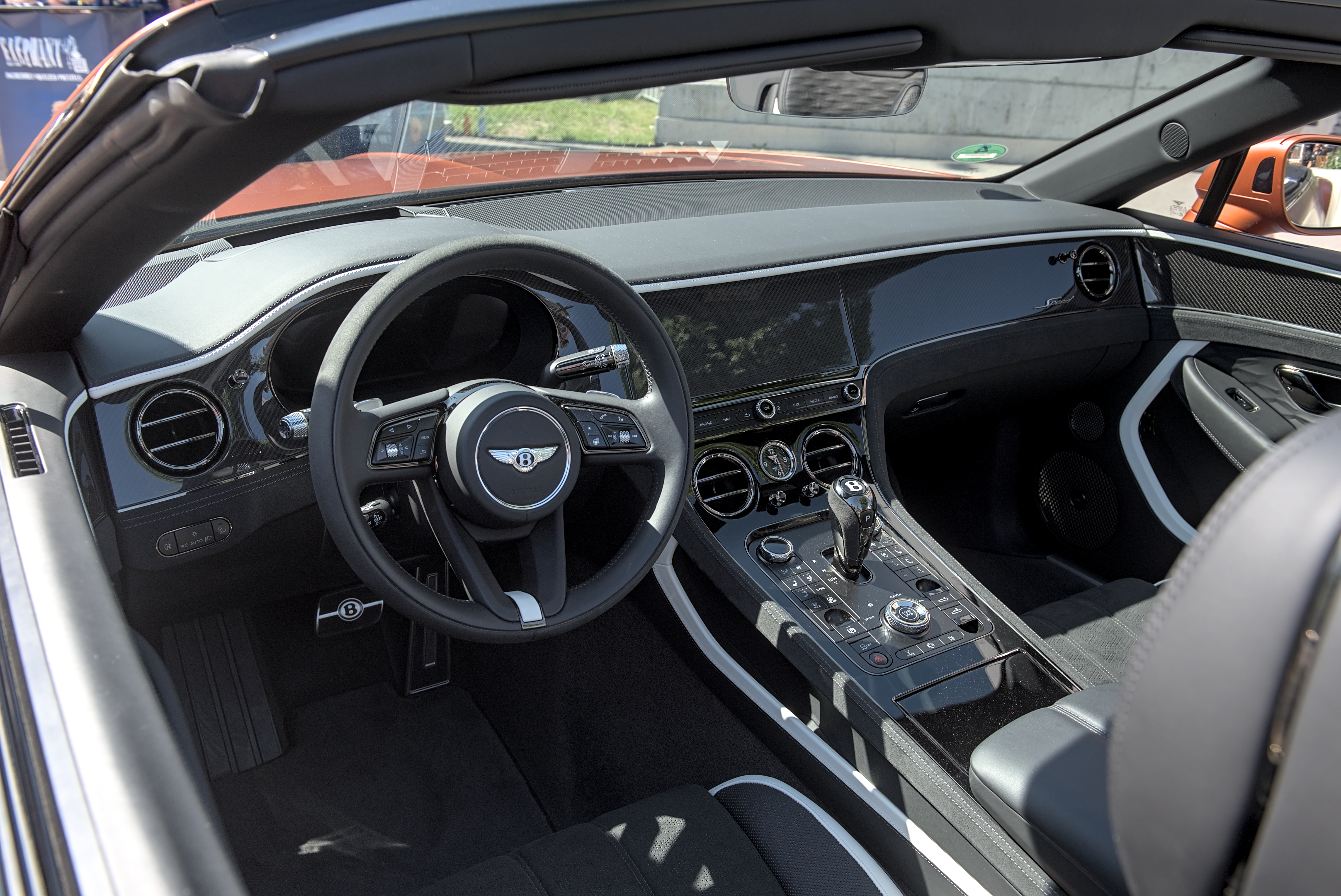

Прес-реліз Continental GT 2025 року було зроблено 25 червня 2024 року після кількох тижнів попереднього перегляду прототипу моделі в ЗМІ.  Четверте покоління Continental було представлено з найвищою специфікацією Speed, яка дебютувала на фестивалі швидкості в Гудвуді в 2024 році.  
GT Speed четвертого покоління оснащується двигуном Ultra Performance Hybrid V8 з подвійним турбонаддувом, який замінив старий двигун W12, виробництво якого припинили в середині 2024 року.  Здатний генерувати максимальну потужність 771 к.с. і максимальний крутний момент 1000 Н⋅м,  новий гібридний двигун дозволяє автомобілю розганятися від 0 до 100 км/год за 3,2 секунди.  Зберігаючи платформу Porsche Panamera третього покоління, модель четвертого покоління була дещо оновлена з елементами, запозиченими з концепт-карів Bentley Mulliner Bacalar і Mulliner Batur.  Це включає впровадження нових фар, що робить модель першим Bentley з однією фарою після Bentley S2 1959 року.  Маючи 2459 кілограмів, автомобіль також важчий за модель третього покоління; це завдяки встановленій за задньою віссю батареї ємністю 25,9 кВт-год, яка сприяє розподілу ваги четвертого покоління 49:51.  За даними виробника, запас ходу лише на електриці становить 81 кілометр лише від підключеної батареї. 
Шасі Continental GT Speed 2025 оснащене двокамерними пневматичними пружинами та оновленими двоклапанними амортизаторами. Стандартно передбачено активний стабілізатор поперечної стійкості Dynamic Ride 48 V, систему векторизації крутного моменту, активний повний привід та найновіше програмне забезпечення для контролю курсової стійкості. 

### Двигуни
- 4.0 л V8 Ultra Performance Hybrid 771 к.с. 1000 Нм

## Продажі
| рік  | Європа |
| ---- | ------ |
| 2003 | 34     |
| 2004 | 2.759  |
| 2005 | 2.384  |
| 2006 | 1.998  |
| 2007 | 2.842  |
| 2008 | 2.115  |
| 2009 | 1.029  |
| 2010 | 1.185  |
| 2011 | 1.303  |
| 2012 | 1.837  |
| 2013 | 1.657  |
| 2014 | 1.595  |
| 2015 | 1.631  |
| 2016 | 1.705  |
| 2017 | 1.512  |
| 2018 | 1.402  |
| 2019 | 2.142  |
| 2020 | 1.462  |
| 2021 | 1.207  |